# Георги Шатев
Георги Петров Шатев е български революционер, деец на Вътрешната македоно-одринска революционна организация.

## Биография
Георги Шатев е роден през 1882 година в град Кратово, тогава в Османската империя. Завършва втори клас и по професия е шивач. Присъединява се към ВМОРО в родния си град. При избухването на Балканската война в 1912 година е доброволец в Македоно-одринското опълчение и служи в четата на Славчо Абазов и Дончо Ангелов, а след това в нестроевата рота на Петнадесетата щипска дружина.
Преди началото на Първата световна война в 1915 година е четник при Дончо Ангелов и Мите Опилски. Участва в сраженията при Добрево, Черни връх и Мушково. След освобождението на Кратово е конен полицай в родния си град.
По случай 15-ата годишнина от Илинденско-Преображенското въстание, в 1918 година е награден с бронзов медал „За заслуга“, на военна лента, с корона, за заслуги към постигане на българския идеал в Македония.
През 1919 година е заловен от сръбските власти и е осъден на 20 години тежък затвор в Лепоглава. Излежава 12 години, след което се завръща при баща си в Кратово и живее в крайна бедност.
На 6 март 1943 година, като жител на Кратово, подава молба за българска народна пенсия, която е одобрена и пенсията е отпусната от Министерския съвет на Царство България.